# Lophira lanceolata
Lophira lanceolata là một loài thực vật có hoa trong họ Ochnaceae. Loài này được Tiegh. ex Keay mô tả khoa học đầu tiên năm 1901.